# Kitani
Kitani byli asijský kočovný národ. V 10. století opanovali území táhnoucí se od Koreje na východě po pohoří Altaj na západě. Podmanili si také část severní Číny a dali vzniknout dynastii Liao (907–1125). Od jejich názvu pochází název Kitaj jako starší evropský název pro Čínu, dodnes používaný např. v ruské jazykové oblasti.

## Původ
Původně obyvatelé severního Mandžuska se oddělili od ostatního obyvatelstva Sien-pi ve 4. století a až do 9. století byli formálně vazaly čínských vládců, ale také Turků a Ujgurů.

## Dynastie Liao
Po pádu Dynastie Tchang počátkem 10. století kagan (císař) Kitanů Jie-lü A-pao-ťi (907–926) založil císařskou dynastii Liao, které zakrátko podléhaly teritoria dnešního Mandžuska, Mongolska a část severní Číny. Její vladaři udržovali rovné diplomatické vztahy s čínskou dynastií Sung a získávali od ní pravidelný tribut. V době vlády dynastie Liao Kitani podléhali silnému kulturnímu čínskému vlivu, což se projevilo především přijímáním buddhismu.

## Po pádu Liao
Dynastie Liao zanikla roku 1125 v důsledku vzpoury Džürčenů. Část Kitanů unikla na západ a pod vedením Jie-lü Ta-š' (zemřel roku 1143) porazila muslimské Karachány a založila chanát Karakitan s centrem v Balasagunu, v Žety-suské (Sedmiříčí) oblasti. Tento chanát vydržel téměř století do roku 1218, kdy ho dobyl Čingischán. Většina Kitanů ale zůstala na východě a hrála významnou roli ve vojsku i administrativě dynastií Ťin a Juan, až ve 14. století nakonec ztratila svou etnickou identitu.